# Trimezia plicatifolia
Trimezia plicatifolia är en irisväxtart som beskrevs av Chukr. Trimezia plicatifolia ingår i släktet Trimezia och familjen irisväxter. Inga underarter finns listade i Catalogue of Life.